# Route nationale 41 (Norvège)
Pour les articles homonymes, voir Route nationale 41.
La route nationale 41 (en  norvégien : Riksvei 41, abrégé Rv41) est une route nationale en Norvège.

## Description
La toute nationale 41 traverse le comté de Telemark et le comté d'Agder.
Elle s'étend du village de Brunkeberg de la commune de Kviteseid au nord jusqu'à Timenes dans le district d'Hånes dans la ville de Kristiansand au sud.
Longue de 172,9 kilomètres, la route croise la route européenne 134 au nord et la route européenne 18 au sud. 
Elle s'étend sur 101,5 kilomètres dans le comté d'Agder et 71,4 kilomètres dans le comté de Telemark. La moitié sud de la route longe la rivière Tovdalselva (en) et le lac Herefossfjorden (en),
La route traverse les villages de Grovikheia, Tveit, Mollestad, Birkeland, Søre Herefoss et Herefoss. 
À Birkenes, elle traverse le Herefossfjorden et croise la route régionale 404 et la route régionale 406.
La ligne du Sørland longe la route sur environ 8 kilomètres dans le nord de Birkenes et de Froland. 
Puis la route traverse les villages de Dølemo, Eppeland, Åmli, Treungen, Kyrkjebygda et Nordbygdi, Eidstod, Kviteseid et Brunkeberg.

## Galerie

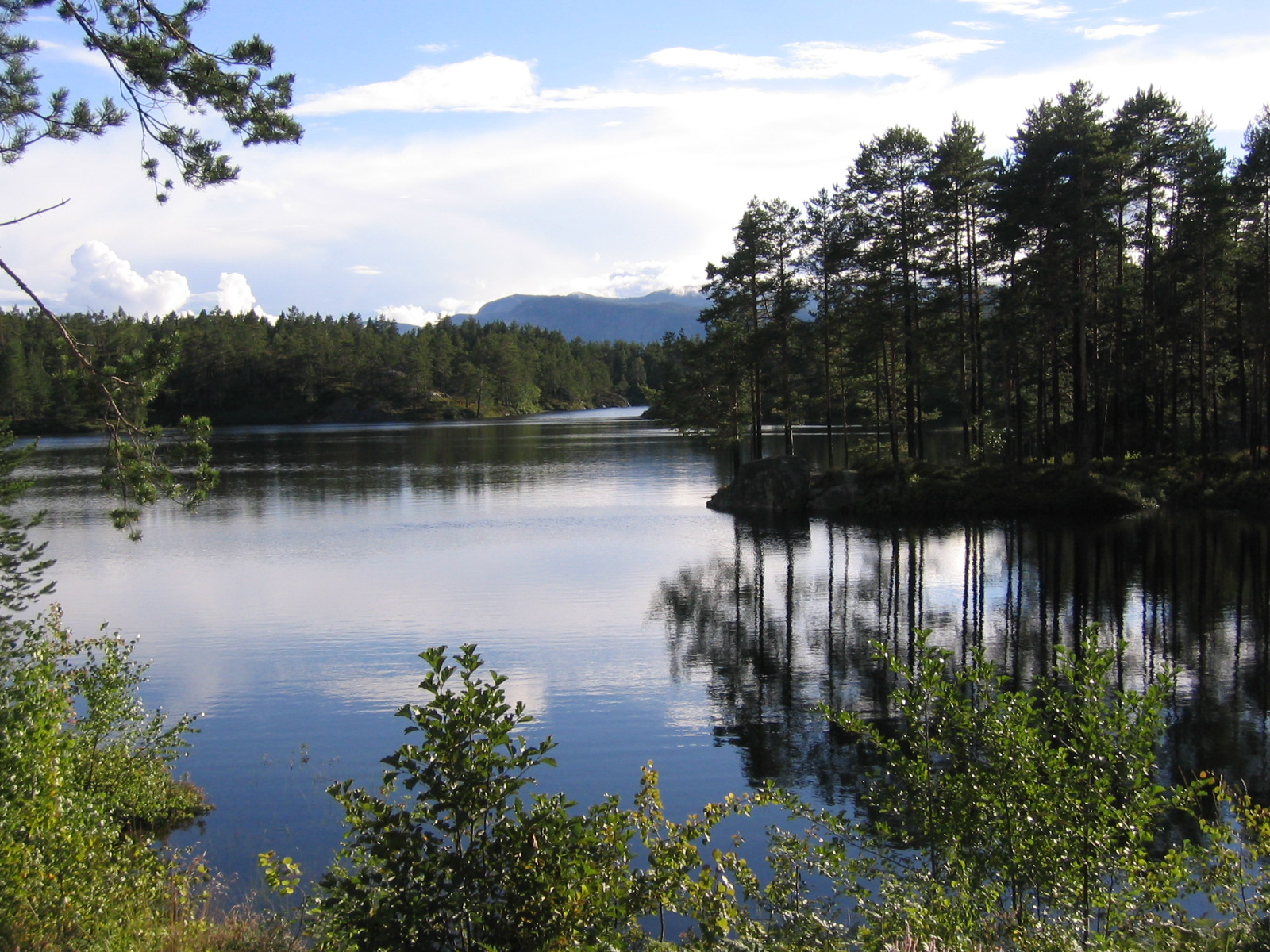
Lac en bordure de la route 41.
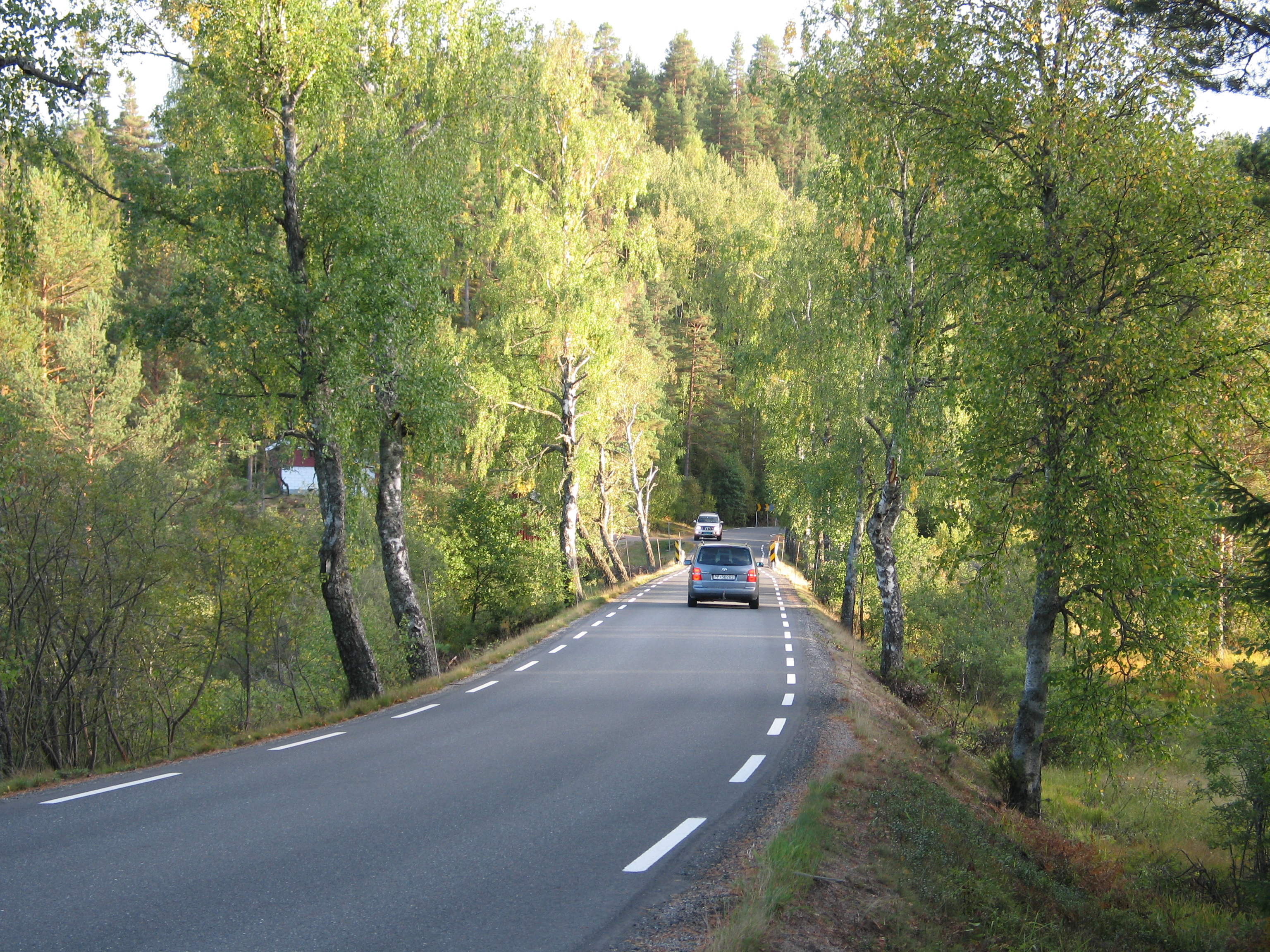
La Rv 41 à Birkenes
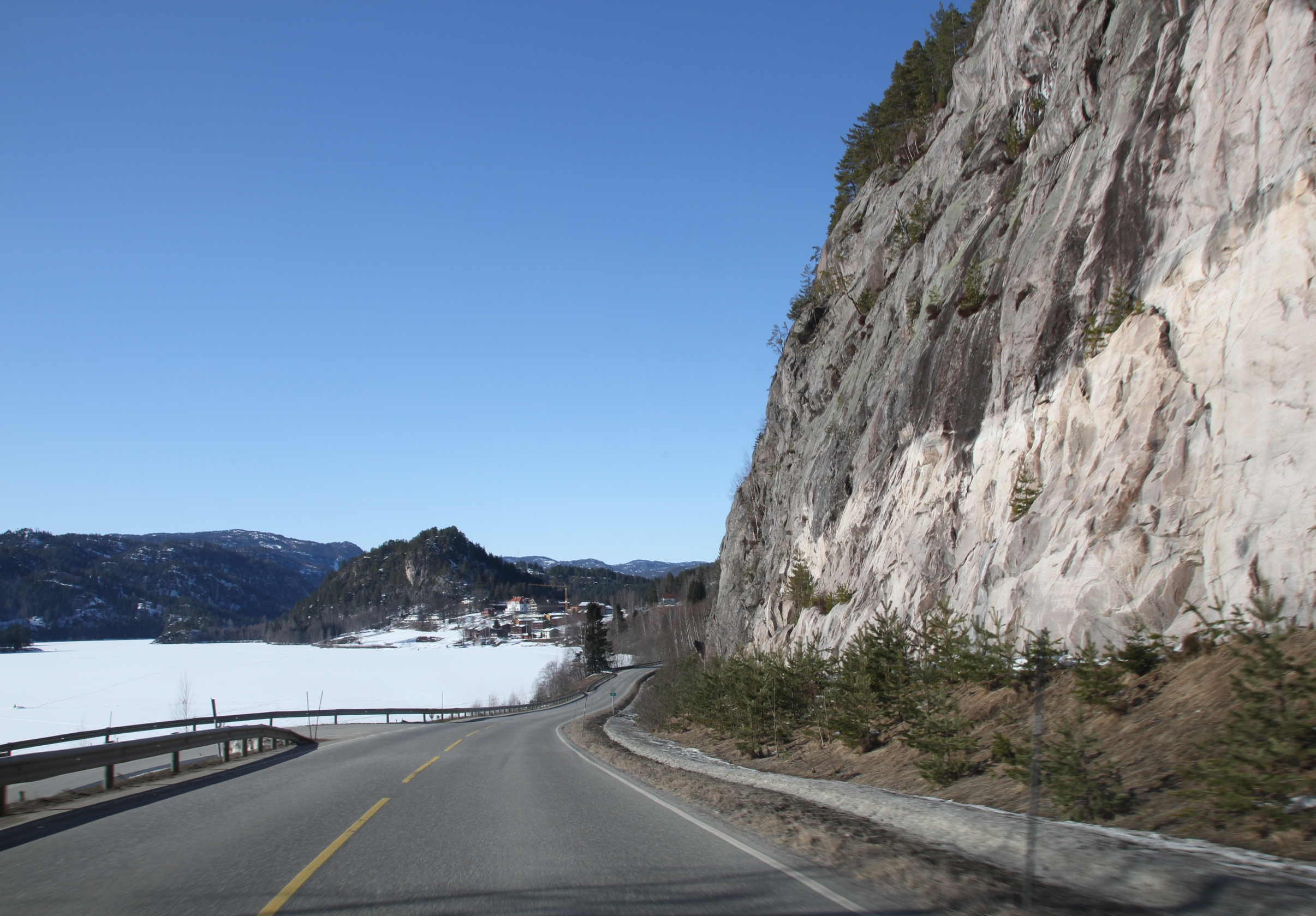
La Rv 41 près du lac Kviteseidvatnet.
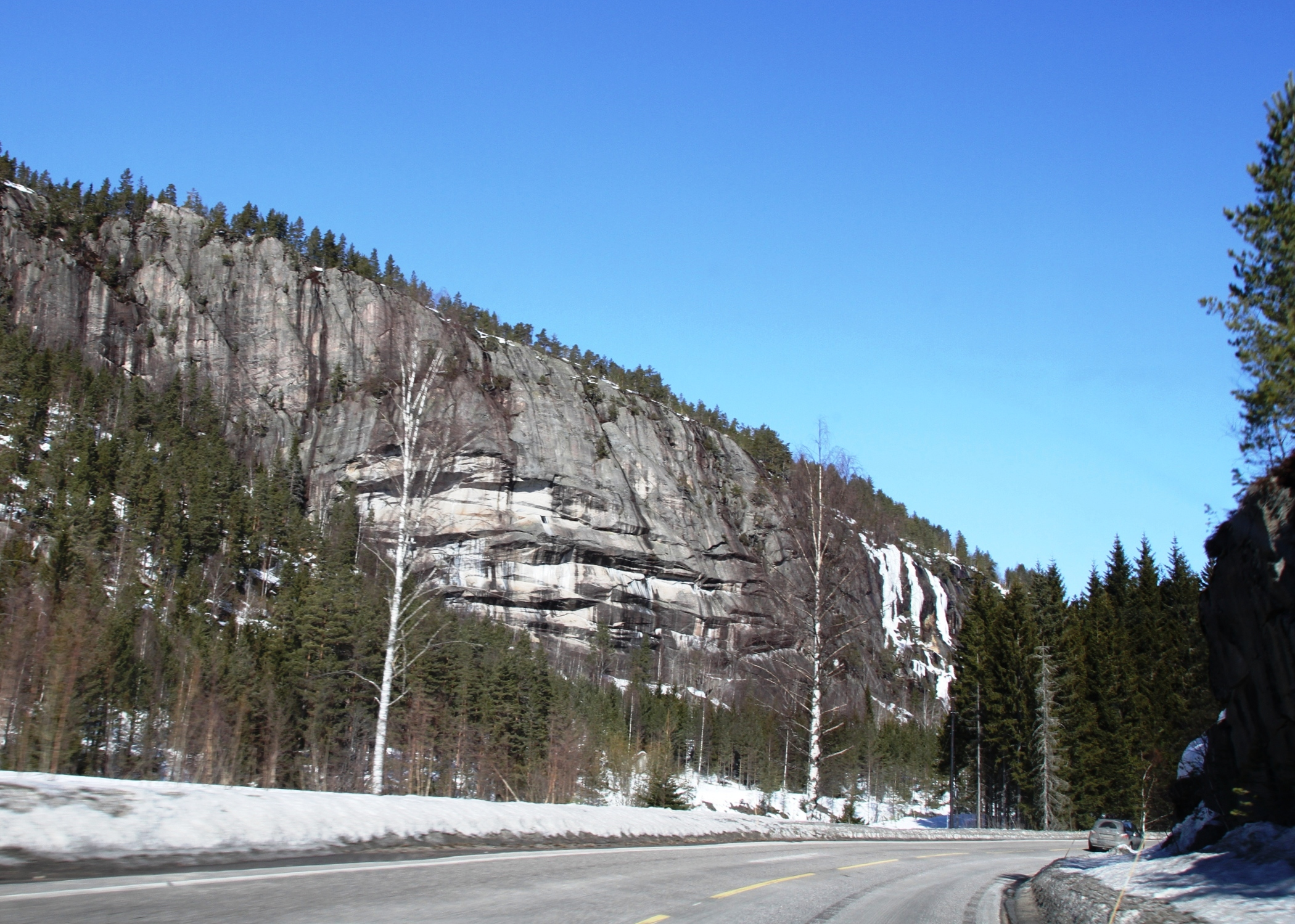
Au nord d'Åmli.